# 普羅夏內 (舊比利斯克區)
普羅夏內是位於烏克蘭東部的村莊，由盧甘斯克州舊比利斯克區的馬爾基夫卡市鎮負責管轄。該村始建於1690年，面積1.13平方公里，海拔高度160米，2001年人口427，人口密度每平方公里376.5人。